# Izraelska narodna knjižnica
Izraelska narodna knjižnica (NLI; hebrejščina: הספרייה הלאומית) je nacionalna knjižnica države Izrael. Stoji v na kampusu Hebrejske univerze v Jeruzalemu.